# Mutigny
Mutigny je francouzská obec v departementu Marne v regionu Grand Est. Žije zde 206 obyvatel.

## Geografie

### Sousední obce
| Růžice kompasu | Saint-Imoges | Germaine |                 | Růžice kompasu |
| Růžice kompasu |              | Sever    | Avenay-Val-d'Or | Růžice kompasu |
| Růžice kompasu | Mutigny      |          | Avenay-Val-d'Or | Růžice kompasu |
| Růžice kompasu | Jih          |          | Avenay-Val-d'Or | Růžice kompasu |
| Růžice kompasu | Aÿ-Champagne |          |                 | Růžice kompasu |